# Talcosi
La talcosi è una pneumoconiosi causata dalla prolungata inalazione di polveri di talco.

## Descrizione
È una malattia professionale che può colpire gli addetti all'industria della ceramica, dei coloranti, della carta e della porcellana in cui viene utilizzata la sostanza, anche se si ritiene che i responsabili siano più che altro i contaminanti come il quarzo o l'asbesto, essendo il talco puro inerte.
La malattia è inoltre correlata all'uso di eroina, nella quale il talco può essere utilizzato come adulterante per incrementarne il peso e il valore di mercato. È uno dei molti rischi associati all'uso di eroina.